# Mareeg
Mareeg is een plaats in Galmudug de vroegere regio Galguduud in centraal Somalië. De stad werd gesticht in de dertiende eeuw tijdens het Ajuran-rijk en was er een tijd de hoofdstad van.